# Juan Antonio Morales (pintor)
Juan Antonio Morales (Villavaquerín, Valladolid, 1909 - Madrid, 1984), fue un pintor español. 

## Biografía
Pasa su infancia entre Valladolid y Cuba. Tras regresar de la isla para hacer el bachillerato en la capital pucelana, en el año 1927 vuelve a la Habana para estudiar medicina, pero finalmente abandona sus estudios para convertirse en pintor. 
En 1931 presenta su primera exposición, en el Círculo Mercantil de Valladolid. Tras la exposición se traslada a Madrid para ingresar en la Escuela de Bellas Artes de San Fernando, donde no tarda en relacionarse con los ambientes intelectuales de la ciudad y se hacea amigo de su compañero de clase José Caballero, y discípulo de Daniel Vázquez Díaz. 
En 1934 les encargan a él y a José Caballero que realicen el cartel de la obra de teatro Yerma del granadino Federico García Lorca.
Al empezar la guerra civil el pintor vallisoletano se adhiere la Alianza de Intelectuales Antifascistas realizando dibujos para las revistas Mono Azul y el Buque Rojo; además se le atribuye el famoso cartel llamado Los nacionales. Acabada la contienda ingresa en prisión, aunque al salir de ella, no duda en pintar a la alta sociedad, realizando cuadros incluso  de Francisco Franco. Tal vez, esto le valió para ingresar en la Academia de San Fernando en 1964 y posteriormente en la Academia de España en Roma, en 1974.
La pintura de Morales va desde unos inicios tradicionalistas, atribuidos especialmente por su formación académica, hasta la influencia de José Caballero, que le lleva en los años treinta al surrealismo, para en los años cuarenta pasar a un estilo vinculado con la figuración clásica influenciado por Benjamín Palencia o Luis Castellanos.
Morales se casó con Elena Blanco Argüello en Madrid y tuvo un único hijo, Ricardo, en Nueva York.